# Football Club Internazionale Milano 2005-2006
Questa voce raccoglie le informazioni riguardanti il Football Club Internazionale Milano nelle competizioni ufficiali della stagione 2005-2006.

## Stagione
(Estratto di un'intervista a Massimo Moratti del 14 dicembre 2006.)

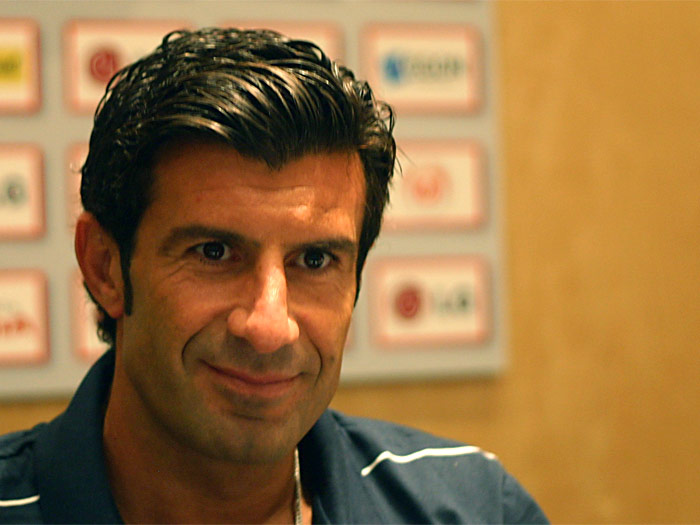
Il portoghese Luís Figo, arrivato dal, fu l'acquisto più rilevante della campagna di rafforzamento estiva.

A capeggiare sulle maglie dell'annata una coccarda tricolore, simbolo della recente vittoria in coppa nazionale cui il 20 agosto 2005 fu dato seguito dall'affermazione in Supercoppa italiana a Torino: opponente del caso la scudettata Juventus, battuta nei tempi supplementari da una rete di Verón.
Pronta a riscattare il sofferto, recente passato, l'Inter imbastiva un ennesimo assalto allo Scudetto: conquistato temporaneamente il secondo posto a danno della Fiorentina, i nerazzurri caddero a 6 punti dalla capolista piemontese. Domenica 2 ottobre 2005 andò infatti in scena un derby d'Italia che vide i nerazzurri mai concretamente in ballo per la vittoria: così la Juventus conseguì il primo successo sui nerazzurri dal 2 marzo 2003, interrompendo una serie di 7 partite senza vittoria, la più lunga striscia nella storia dei derby d'Italia per la squadra bianconera.
Benché squalificato per tre giornate per un presunto sputo indirizzato a Nedvěd, circostanza rimasta dubbia malgrado l'uso della prova televisiva, Samuel assurse ben presto a leader del pacchetto arretrato: con i nuovi arrivati gli esperti Wome e Solari sulla corsia di sinistra, relegati in breve tempo nel ruolo di riserve, Júlio César scalzava Toldo e Orlandoni nelle gerarchie a protezione dei pali, rinunciando alla quinta punta dopo il trasferimento di Vieri in rossonero. Pizarro si ergeva a «faro» del centrocampo, mentre l'ex Pallone d'Oro Luís Figo – unico rappresentante europeo nello schieramento titolare che si oppose all'Artmedia Bratislava con soli effettivi stranieri – costituiva un riferimento per trequarti e corsie laterali, queste ultime puntellate da Aparecido César nel mercato invernale.
La favorevole stracittadina milanese dell'11 dicembre 2005 restituiva una supremazia assente dal 3 marzo 2002, oltre a fruttare una piazza d'onore in solitaria mantenuta sino alla gara coi sabaudi del 12 febbraio 2006: al comando di uno spogliatoio finalmente libero da malumori l'allenatore Roberto Mancini – che pure strizzava l'occhio alla moda «esterofila» anche in campo locale – vantò un saldo positivo di +11 rispetto all'ultimo torneo considerando un arco di 25 giornate.

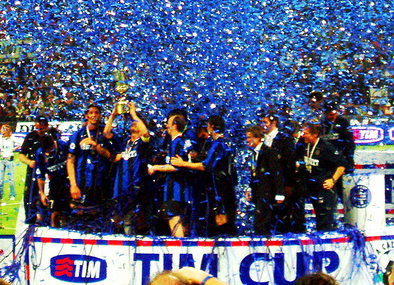
I festeggiamenti a San Siro per la vittoria della Coppa Italia.

Una seria ipoteca sull'esito del campionato arrivava a 13 giornate dal termine, dalla vittoria di misura a San Siro dei bianconeri in una gara molto equilibrata, al vantaggio ospite di Ibrahimovic rispose la rete di Samuel, mentre negli ultimi minuti una punizione di Del Piero riportava avanti la Juventus, fortunata su un calcio piazzato a tempo scaduto di Recoba che s'infranse contro il palo. Questa vittoria permise alla squadra torinese di violare il Meazza dopo quasi sei anni (l'ultima vittoria risaliva al 16 aprile 2000), aggravando a 12 lunghezze il ritardo della Beneamata: controverso anche lo strascico del terzo appuntamento stagionale, ora a causa del presunto contatto avvenuto negli spogliatoi tra Luciano Moggi e il corpo arbitrale.
Sul raggiungimento del podio incisero quindi il georgiano Kaladze – match winner del derby svoltosi il 14 aprile 2006, cui Javier Zanetti e compagni si approcciarono reduci dall'eliminazione nei quarti di finale di Champions League maturata contro il Villarreal per la regola dei gol fuori casa – e una clamorosa autorete di Materazzi a Empoli, archiviando a quota 76 il campionato.
Da menzionare tra l'altro una prima fase di Champions League chiusa al primo posto e tenutasi nella cornice di uno stadio Meazza deserto – complice la sanzione imposta dalla UEFA –, la marcatura più longeva del club in Serie A (opera di Mihajlović all'età di 37 anni e 47 giorni) e un Adriano divenuto top scorer nerazzurro nell'era Champions League: degno di nota anche il lancio professionistico che lo jesino riservò all'allora diciannovenne Leonardo Bonucci, nonché la riuscita difesa del titolo in Coppa Italia sempre a scapito della Roma nella doppia finale, fatto che non riusciva a nessuna squadra dalla stagione 1988-1989.
I provvedimenti adottati dalla Corte Federale in relazione allo scandalo Calciopoli mutarono il responso del campo, allorché la condanna delle storiche opponenti ebbe per conseguenza il figurare dell'Inter al primo posto: il 26 luglio 2006 una apposita commissione di tre «saggi» istituita da Guido Rossi (nominato a capo della Federazione) si pronunciava in merito all'attribuzione del tricolore, coi legali Roberto Pardolesi e Massimo Coccia a coadiuvare l'ex arbitro e segretario Gerhard Aigner.
Localizzando il fondamento del verdetto nell'articolo 49 del protocollo interno federale – il cui contenuto trattava per l'appunto casistiche di graduatorie sconvolte da provvedimenti quali retrocessioni a tavolino e similari –, i «saggi» disposero che la società venisse insignita del riconoscimento di campione d'Italia dovendosi tenere conto di una classifica stilata al netto delle sanzioni.
Oggetto di un lungo contenzioso insorto tra le parti, l'esito del processo fu avversato a più riprese dal sodalizio bianconero con istanze volte a ottenere la restituzione del campionato in esame oppure la revoca del medesimo ai lombardi senza ulteriore conferimento: l'inammissibilità dei vari ricorsi dichiarata dagli organi competenti determinò l'epilogo della controversia tanto sul piano ordinario quanto su quello sportivo, con rispettive decisioni della Cassazione e del Collegio di Garanzia CONI assunte nel dicembre 2018 e gennaio 2020. Alla medesima linea si attenevano il TAR della regione Lazio nell'ottobre 2022 e, infine, il Consiglio di Stato nell'agosto 2023: gli stessi torinesi abbandarono, in seguito, l'ipotesi della presentazione di un nuovo ricorso.

## Divise e sponsor
Lo sponsor tecnico per la stagione 2005-2006 fu la Nike, mentre lo sponsor ufficiale fu la Pirelli.
Per gli incontri casalinghi con Livorno (16 ottobre 2005) e Lazio (19 marzo 2006) fu utilizzata in via sperimentale una maglia recante caratteri in lingua cinese, posizionati in luogo del normale sponsor.
| 1ª divisa | 2ª divisa | 3ª divisa | 1ª div. portiere | 2ª div. portiere | 3ª div. portiere |

## Organigramma societario
Area Direttiva
- Proprietario: Massimo Moratti
- Presidente: Giacinto Facchetti
- Vicepresidente: Angelomario Moratti, Gian Marco Moratti
- Amministratore delegato e direttore generale: Ernesto Paolillo

Area marketing
- Direttore marketing: Walter Bussolera
- Direttore commerciale: Barbara Ricci

Area organizzativa
- Segretario generale: Luciano Cucchia
- Team manager: Guido Susini

Area comunicazione
- Responsabile area comunicazione: Gino Franchetti
- Capo ufficio stampa: Sandro Sabatini
- Ufficio stampa: Giuseppe Sapienza
- Direttore editoriale: Susanna Wermelinger

Area tecnica
- Consulente di mercato e addetto rapporti 1ª squadra: Gabriele Oriali
- Direttore area tecnica: Marco Branca
- Allenatore: Roberto Mancini
- Viceallenatore: Fernando Orsi
- Assistente tecnico: Fausto Salsano
- Preparatori dei portieri: Giulio Nuciari e Massimo Battara
- Responsabile preparatore atletici: Ivan Carminati
- Preparatori atletici: Gian Nicola Bisciotti e Claudio Gaudino

Area sanitaria
- Medici prima squadra: Franco Combi e Cristiano Eirale
- Fisioterapista: Sergio Viganò
- Massofisioterapisti: Massimo Della Casa, Marco Della Casa, Luigi Sessolo e Andrea Galli

## Rosa
| N. |                                | Ruolo | Calciatore                   |
| -- | ------------------------------ | ----- | ---------------------------- |
| 1  | Italia (bandiera)              | P     | Francesco Toldo              |
| 2  | Colombia (bandiera)            | D     | Iván Córdoba (vice-capitano) |
| 3  | Argentina (bandiera)           | D     | Nicolás Burdisso             |
| 4  | Argentina (bandiera)           | D     | Javier Zanetti (capitano)    |
| 5  | Serbia e Montenegro (bandiera) | C     | Dejan Stanković              |
| 6  | Italia (bandiera)              | C     | Cristiano Zanetti            |
| 7  | Portogallo (bandiera)          | C     | Luís Figo                    |
| 8  | Cile (bandiera)                | C     | David Pizarro                |
| 9  | Argentina (bandiera)           | A     | Julio Ricardo Cruz           |
| 10 | Brasile (bandiera)             | A     | Adriano                      |
| 11 | Serbia e Montenegro (bandiera) | D     | Siniša Mihajlović            |
| 12 | Brasile (bandiera)             | P     | Júlio César                  |
| 13 | Brasile (bandiera)             | D     | Zé Maria                     |
| 14 | Argentina (bandiera)           | C     | Juan Sebastián Verón         |
| 16 | Italia (bandiera)              | D     | Giuseppe Favalli             |
| 18 | Argentina (bandiera)           | C     | Kily González                |
| 19 | Argentina (bandiera)           | C     | Esteban Cambiasso            |
| 20 | Uruguay (bandiera)             | A     | Álvaro Recoba                |
| 21 | Argentina (bandiera)           | C     | Santiago Solari              |
| 22 | Italia (bandiera)              | P     | Paolo Orlandoni              |
| 23 | Italia (bandiera)              | D     | Marco Materazzi              |
| 25 | Argentina (bandiera)           | D     | Walter Samuel                |
| 30 | Nigeria (bandiera)             | A     | Obafemi Martins              |

| N. |                           | Ruolo | Calciatore          |
| -- | ------------------------- | ----- | ------------------- |
| 31 | Brasile (bandiera)        | C     | César               |
| 33 | Camerun (bandiera)        | D     | Pierre Womé         |
| 35 | Italia (bandiera)         | P     | Paolo Tornaghi      |
| 36 | Italia (bandiera)         | D     | Simone Fautario     |
| 37 | Italia (bandiera)         | D     | Nicolas Giani       |
| 38 | Italia (bandiera)         | D     | Daniel Semenzato    |
| 39 | Italia (bandiera)         | C     | Matteo Lombardo     |
| 40 | Costa d'Avorio (bandiera) | C     | Abdoulaye Diarra    |
| 41 | Italia (bandiera)         | C     | Jacopo Ravasi       |
| 42 | Italia (bandiera)         | A     | Domenico Germinale  |
| 43 | Ghana (bandiera)          | A     | Basty Kyeremateng   |
| 44 | Italia (bandiera)         | A     | Matteo Momentè      |
| 45 | Italia (bandiera)         | P     | Matteo Piazza       |
| 46 | Italia (bandiera)         | D     | Dennis Esposito     |
| 47 | Italia (bandiera)         | D     | Mattia Barni        |
| 49 | Italia (bandiera)         | D     | Marco Andreolli     |
| 51 | Italia (bandiera)         | D     | Leonardo Bonucci    |
| 52 | Tunisia (bandiera)        | C     | Tijani Belaid       |
| 55 | Camerun (bandiera)        | C     | Daniel Maa Boumsong |
| 86 | Brasile (bandiera)        | D     | Guilherme Siqueira  |
| 86 | Italia (bandiera)         | C     | Ilario Aloe         |
| 87 | Italia (bandiera)         | P     | Giacomo Bindi       |
| 89 | Svezia (bandiera)         | A     | Goran Slavkovski    |

## Calciomercato

### Sessione estiva (dall'1/7 al 31/8)
| Acquisti | Acquisti             | Acquisti    | Acquisti                  |
| R.       | Nome                 | da          | Modalità                  |
| -------- | -------------------- | ----------- | ------------------------- |
| P        | Mathieu Moreau       | Lucchese    | fine prestito             |
| P        | Júlio César          | Chievo      | fine prestito             |
| P        | Paolo Orlandoni      | Piacenza    | definitivo (0 €)          |
| D        | Leonardo Bonucci     | Viterbese   | prestito                  |
| D        | Pierre Womé          | Brescia     | parametro zero            |
| D        | Maxwell              | Ajax        | definitivo (0 €)          |
| D        | Walter Samuel        | Real Madrid | definitivo (16 milioni €) |
| C        | Luís Figo            | Real Madrid | parametro zero            |
| C        | Santiago Solari      | Real Madrid | definitivo (1 milione €)  |
| C        | David Pizarro        | Udinese     | definitivo (10 milioni €) |
| C        | Juan Sebastián Verón | Chelsea     | rinnovo prestito          |
| A        | Lampros Choutos      | Atalanta    | fine prestito             |

| Cessioni | Cessioni            | Cessioni            | Cessioni                   |
| R.       | Nome                | a                   | Modalità                   |
| -------- | ------------------- | ------------------- | -------------------------- |
| P        | Mathieu Moreau      | Lucchese            | comproprietà               |
| P        | Fabián Carini       | Cagliari            | prestito                   |
| D        | Francesco Coco      | Livorno             | prestito                   |
| D        | Carlos Gamarra      | Palmeiras           | definitivo (0 €)           |
| D        | Giovanni Pasquale   | Parma               | prestito                   |
| C        | Stéphane Dalmat     | Racing Santander    | definitivo (1 milione €)   |
| C        | Emre Belözoğlu      | Newcastle Utd       | definitivo (5,8 milioni €) |
| C        | Francisco Farinós   | Maiorca             | definitivo (0 €)           |
| C        | Giōrgos Karagkounīs | Benfica             | definitivo (0 €)           |
| C        | Andy van der Meyde  | Everton             | definitivo (3,5 milioni €) |
| C        | Domenico Morfeo     | Parma               | definitivo (7,5 milioni €) |
| C        | Sabri Lamouchi      | Olympique Marsiglia | prestito                   |
| A        | Christian Vieri     | Milan               | definitivo (0 €)           |
| A        | Nicola Ventola      | Atalanta            | definitivo (0 €)           |
| A        | Lampros Choutos     | Maiorca             | prestito                   |

### Sessione invernale (dal 2/1 all'1/2)
| Acquisti | Acquisti        | Acquisti | Acquisti      |
| R.       | Nome            | da       | Modalità      |
| -------- | --------------- | -------- | ------------- |
| C        | César           | Lazio    | prestito      |
| A        | Lampros Choutos | Maiorca  | fine prestito |

| Cessioni | Cessioni        | Cessioni | Cessioni |
| R.       | Nome            | a        | Modalità |
| -------- | --------------- | -------- | -------- |
| D        | Maxwell         | Empoli   | prestito |
| A        | Lampros Choutos | Reggina  | prestito |

## Risultati

### Serie A

#### Girone di andata
| Arbitro: | Tagliavento (Terni) |

|                       |           |  |
| Adriano 32’, 68’, 79’ | Marcatori |  |

| Arbitro: | Paparesta (Bari) |

|                                     |           |                 |
| Corini 20’ Terlizzi 50’ Makinwa 68’ | Marcatori | 86’, 90+4’ Cruz |

| Arbitro: | Pieri (Lucca) |

|                                    |           |  |
| Martins 25’ Stanković 29’ Cruz 84’ | Marcatori |  |

| Arbitro: | Morganti (Ascoli Piceno) |

|  |           |            |
|  | Marcatori | 49’ Samuel |

| Arbitro: | Farina (Novi Ligure) |

|            |           |  |
| Martins 7’ | Marcatori |  |

| Arbitro: | Paparesta (Bari) |

|                          |           |  |
| Trezeguet 22’ Nedvěd 34’ | Marcatori |  |

| Arbitro: | Rodomonti (Teramo) |

|                                                             |           |  |
| Materazzi 11’ Cruz 19’ Cambiasso 49’ Cordoba 51’ Recoba 61’ | Marcatori |  |

| Arbitro: | Tombolini (Ancona) |

|  |           |          |
|  | Marcatori | 36’ Cruz |

| Arbitro: | Rosetti (Torino) |

|                  |           |                                    |
| Adriano 67’, 77’ | Marcatori | 12’ Montella 30’, 47’ (rig.) Totti |

| Arbitro: | Farina (Novi Ligure) |

|               |           |                           |
| Diana 6’, 35’ | Marcatori | 30’ Cambiasso 40’ Córdoba |

| Roma 5 novembre 2005, ore 20:30 CET 11ª giornata | Lazio             | 0 – 0 referto | Inter | Stadio Olimpico (65 362 spett.)\| Arbitro: \| Messina (Bergamo) \| |
| Arbitro:                                         | Messina (Bergamo) |               |       |                                                                    |

| Arbitro: | Rocchi (Firenze) |

|                        |           |  |
| Figo 68’ Cambiasso 81’ | Marcatori |  |

| Arbitro: | Trefoloni (Siena) |

|               |           |                         |
| Di Napoli 71’ | Marcatori | 7’ Recoba 59’ Cambiasso |

| Arbitro: | De Marco (Chiavari) |

|             |           |  |
| Adriano 24’ | Marcatori |  |

| Arbitro: | Messina (Bergamo) |

|                                       |           |                                |
| Adriano 24’ (rig.), 90+2’ Martins 59’ | Marcatori | 39’ (rig.) Shevchenko 83’ Stam |

| Arbitro: | Palanca (Roma) |

|  |           |                                                  |
|  | Marcatori | 2’ Cordoba 15’ Martins 40’ Adriano 90+1’ Pizarro |

| Arbitro: | Girardi (San Donà di Piave) |

|                                            |           |               |
| Adriano 4’ Cruz 45+2’ Figo 67’ Martins 85’ | Marcatori | 64’ Vannucchi |

| Siena 8 gennaio 2006, ore 15:00 CET 18ª giornata | Siena             | 0 – 0 referto | Inter | Stadio Artemio Franchi (12 137 spett.)\| Arbitro: \| Saccani (Mantova) \| |
| Arbitro:                                         | Saccani (Mantova) |               |       |                                                                           |

| Arbitro: | Dattilo (Locri) |

|                                     |           |                        |
| Martins 10’ Adriano 14’, 58’ (rig.) | Marcatori | 20’ Esposito 81’ Suazo |

#### Girone di ritorno
| Arbitro: | Gabriele (Frosinone) |

|  |           |          |
|  | Marcatori | 23’ Cruz |

| Arbitro: | Pieri (Lucca) |

|                                    |           |  |
| Cambiasso 33’ Cordoba 77’ Figo 80’ | Marcatori |  |

| Arbitro: | Trefoloni (Siena) |

|  |           |                          |
|  | Marcatori | 71’ Figo 90+3’ Stanković |

| Arbitro: | Racalbuto (Gallarate) |

|         |           |  |
| Cruz 7’ | Marcatori |  |

| Arbitro: | Trefoloni (Siena) |

|                         |           |            |
| Brocchi 10’ Jimenez 60’ | Marcatori | 84’ Recoba |

| Arbitro: | Paparesta (Bari) |

|            |           |                               |
| Samuel 74’ | Marcatori | 63’ Ibrahimović 85’ Del Piero |

| Livorno 18 febbraio 2006, ore 18:00 CET 26ª giornata | Livorno          | 0 – 0 referto | Inter | Stadio Armando Picchi (15 017 spett.)\| Arbitro: \| Bertini (Arezzo) \| |
| Arbitro:                                             | Bertini (Arezzo) |               |       |                                                                         |

| Arbitro: | Dondarini (Finale Emilia) |

|                                  |           |                     |
| Cruz 18’ (rig.), 48’ Martins 60’ | Marcatori | 83’ (rig.) Iaquinta |

| Arbitro: | Pieri (Lucca) |

|           |           |               |
| Taddei 9’ | Marcatori | 89’ Materazzi |

| Arbitro: | Rizzoli (Bologna) |

|             |           |  |
| Adriano 40’ | Marcatori |  |

| Arbitro: | Pieri (Lucca) |

|                          |           |            |
| Figo 36’ Recoba 46’, 72’ | Marcatori | 54’ Pandev |

| Arbitro: | Tagliavento (Terni) |

|               |           |  |
| Simplicio 39’ | Marcatori |  |

| Arbitro: | Rodomonti (Teramo) |

|                             |           |  |
| Solari 15’, 26’ Martins 19’ | Marcatori |  |

| Arbitro: | Farina (Novi Ligure) |

|                     |           |                                |
| Ferrante 21’ (rig.) | Marcatori | 51’ (rig.) Cruz 56’ Mihajlović |

| Arbitro: | De Santis (Tivoli) |

|             |           |  |
| Kaladze 70’ | Marcatori |  |

| Arbitro: | Rodomonti (Teramo) |

|                                              |           |  |
| Cruz 16’ (rig.), 90+2’ Martins 23’ César 28’ | Marcatori |  |

| Arbitro: | Bertini (Arezzo) |

|                        |           |  |
| Materazzi 90+1’ (aut.) | Marcatori |  |

| Arbitro: | De Marco (Chiavari) |

|          |           |                   |
| Cruz 61’ | Marcatori | 90+3’ Gastaldello |

| Arbitro: | Mazzoleni (Bergamo) |

|                     |           |                     |
| Capone 8’ Suazo 33’ | Marcatori | 11’ Cruz 37’ Solari |

### Coppa Italia

#### Fase finale
| Arbitro: | Morganti (Ascoli Piceno) |

|  |           |             |
|  | Marcatori | 74’ Martins |

| Milano 12 gennaio 2006, ore 21:00 CET Ottavi di finale - Ritorno | Inter               | 0 – 0 | Parma | Stadio Giuseppe Meazza\| Arbitro: \| Giannoccaro (Lecce) \| |
| Arbitro:                                                         | Giannoccaro (Lecce) |       |       |                                                             |

| Arbitro: | Rizzoli (Bologna) |

|                |           |               |
| Manfredini 27’ | Marcatori | 26’ Stanković |

| Arbitro: | Morganti (Ascoli Piceno) |

|               |           |  |
| Stanković 37’ | Marcatori |  |

| Arbitro: | Saccani (Mantova) |

|            |           |  |
| Solari 20’ | Marcatori |  |

| Arbitro: | Ayroldi (Molfetta) |

|                               |           |                       |
| Obodo 83’ Iaquinta 90’ (rig.) | Marcatori | 8’ Solari 86’ Pizarro |

| Arbitro: | Trefoloni (Siena) |

|             |           |         |
| Mancini 55’ | Marcatori | 8’ Cruz |

| Arbitro: | Messina (Bergamo) |

|                                     |           |           |
| Cambiasso 6’ Cruz 45+2’ Martins 76’ | Marcatori | 80’ Nonda |

### UEFA Champions League

#### Terzo turno preliminare
| Arbitro: | Hamer |

|  |           |                         |
|  | Marcatori | 68’ Martins 79’ Adriano |

| Arbitro: | Fandel |

|            |           |           |
| Recoba 12’ | Marcatori | 25’ Elano |

#### Fase a gironi
| Arbitro: | Poulat |

|  |           |          |
|  | Marcatori | 17’ Cruz |

| Arbitro: | Vassaras |

|             |           |  |
| Pizarro 49’ | Marcatori |  |

| Arbitro: | Ivanov |

|                                   |           |  |
| Materazzi 22’ (aut.) McCarthy 35’ | Marcatori |  |

| Arbitro: | Mejuto González |

|                      |           |             |
| Cruz 75’ (rig.), 82’ | Marcatori | 16’ Almeida |

| Arbitro: | Riley |

|                                |           |  |
| Figo 28’ Adriano 41’, 59’, 74’ | Marcatori |  |

| Arbitro: | Plautz |

|                 |           |             |
| Løvenkrands 38’ | Marcatori | 30’ Adriano |

#### Fase ad eliminazione diretta
| Arbitro: | Stark |

|                           |           |                        |
| Huntelaar 16’ Rosales 20’ | Marcatori | 49’ Stanković 86’ Cruz |

| Arbitro: | Fröjdfeldt |

|               |           |  |
| Stanković 57’ | Marcatori |  |

| Arbitro: | Sars |

|                        |           |           |
| Adriano 7’ Martins 54’ | Marcatori | 1’ Forlán |

| Arbitro: | Vassaras |

|                  |           |  |
| Arruabarrena 58’ | Marcatori |  |

### Supercoppa italiana
| Arbitro: | De Santis (Tivoli) |

|  |           |           |
|  | Marcatori | 96’ Verón |

## Statistiche
Statistiche aggiornate al 14 maggio 2006.

### Statistiche di squadra
| Competizione        | Punti | In casa | In casa | In casa | In casa | In casa | In casa | In trasferta | In trasferta | In trasferta | In trasferta | In trasferta | In trasferta | Totale | Totale | Totale | Totale | Totale | Totale | DR |
| Competizione        | Punti | G       | V       | N       | P       | Gf      | Gs      | G            | V            | N            | P            | Gf           | Gs           | G      | V      | N      | P      | Gf     | Gs     | DR |
| ------------------- | ----- | ------- | ------- | ------- | ------- | ------- | ------- | ------------ | ------------ | ------------ | ------------ | ------------ | ------------ | ------ | ------ | ------ | ------ | ------ | ------ | -- |
| Serie A             | 76    | 19      | 16      | 1       | 2       | 47      | 13      | 19           | 7            | 6            | 6            | 21           | 17           | 38     | 23     | 7      | 8      | 68     | 30     | 38 |
| Coppa Italia        | -     | 4       | 3       | 1       | 0       | 5       | 1       | 4            | 1            | 3            | 0            | 5            | 4            | 8      | 4      | 4      | 0      | 10     | 5      | 5  |
| Champions League    | 13    | 6       | 5       | 1       | 0       | 11      | 3       | 6            | 2            | 2            | 2            | 6            | 6            | 12     | 7      | 3      | 2      | 17     | 9      | 8  |
| Supercoppa italiana | -     | 0       | 0       | 0       | 0       | 0       | 0       | 1            | 1            | 0            | 0            | 1            | 0            | 1      | 1      | 0      | 0      | 1      | 0      | 1  |
| Totale              | -     | 29      | 24      | 3       | 2       | 63      | 17      | 30           | 11           | 11           | 8            | 33           | 27           | 59     | 35     | 14     | 10     | 96     | 44     | 52 |

### Andamento in campionato
| Giornata  | 1 | 2 | 3 | 4 | 5 | 6 | 7 | 8 | 9 | 10 | 11 | 12 | 13 | 14 | 15 | 16 | 17 | 18 | 19 | 20 | 21 | 22 | 23 | 24 | 25 | 26 | 27 | 28 | 29 | 30 | 31 | 32 | 33 | 34 | 35 | 36 | 37 | 38 |
| --------- | - | - | - | - | - | - | - | - | - | -- | -- | -- | -- | -- | -- | -- | -- | -- | -- | -- | -- | -- | -- | -- | -- | -- | -- | -- | -- | -- | -- | -- | -- | -- | -- | -- | -- | -- |
| Luogo     | C | T | C | T | C | T | C | T | C | T  | T  | C  | T  | C  | C  | T  | C  | T  | C  | T  | C  | T  | C  | T  | C  | T  | C  | T  | C  | C  | T  | C  | T  | T  | C  | T  | C  | T  |
| Risultato | V | P | V | V | V | P | V | V | P | N  | N  | V  | V  | V  | V  | V  | V  | N  | V  | V  | V  | V  | V  | P  | P  | N  | V  | N  | V  | V  | P  | V  | V  | P  | V  | P  | N  | N  |
| Posizione | 1 | 8 | 6 | 4 | 2 | 5 | 3 | 3 | 4 | 4  | 4  | 4  | 4  | 3  | 2  | 2  | 2  | 3  | 2  | 2  | 2  | 2  | 2  | 2  | 3  | 3  | 3  | 3  | 3  | 3  | 3  | 3  | 3  | 3  | 3  | 3  | 3  | 3  |

Legenda:

Luogo: C = Casa; T = Trasferta. Risultato: V = Vittoria; N = Pareggio; P = Sconfitta.

### Statistiche dei giocatori
Sono in corsivo i calciatori che hanno lasciato la società a stagione in corso.
| Giocatore       | Serie A  | Serie A | Serie A     | Serie A    | Coppa Italia | Coppa Italia | Coppa Italia | Coppa Italia | Champions League | Champions League | Champions League | Champions League | Supercoppa Italiana | Supercoppa Italiana | Supercoppa Italiana | Supercoppa Italiana | Totale   | Totale | Totale      | Totale     |
| Giocatore       | Presenze | Reti    | Ammonizioni | Espulsioni | Presenze     | Reti         | Ammonizioni  | Espulsioni   | Presenze         | Reti             | Ammonizioni      | Espulsioni       | Presenze            | Reti                | Ammonizioni         | Espulsioni          | Presenze | Reti   | Ammonizioni | Espulsioni |
| --------------- | -------- | ------- | ----------- | ---------- | ------------ | ------------ | ------------ | ------------ | ---------------- | ---------------- | ---------------- | ---------------- | ------------------- | ------------------- | ------------------- | ------------------- | -------- | ------ | ----------- | ---------- |
| Adriano         | 30       | 13      | 2           | 0          | 5            | 0            | 0            | 0            | 11               | 6                | 1                | 0                | 1                   | 0                   | 0                   | 0                   | 47       | 19     | 3           | 0          |
| I. Aloe         | 1        | 0       | 0           | 0          | 0            | 0            | 0            | 0            | 0                | 0                | 0                | 0                | 0                   | 0                   | 0                   | 0                   | 1        | 0      | 0           | 0          |
| M. Andreolli    | 2        | 0       | 0           | 0          | 2            | 0            | 0            | 0            | 1                | 0                | 0                | 0                | 0                   | 0                   | 0                   | 0                   | 5        | 0      | 0           | 0          |
| L. Bonucci      | 1        | 0       | 0           | 0          | 0            | 0            | 0            | 0            | 0                | 0                | 0                | 0                | 0                   | 0                   | 0                   | 0                   | 1        | 0      | 0           | 0          |
| N. Burdisso     | 16       | 0       | 4           | 1          | 6            | 0            | 1            | 1            | 4                | 0                | 0                | 0                | 0                   | 0                   | 0                   | 0                   | 26       | 0      | 5           | 2          |
| E. Cambiasso    | 34       | 5       | 3           | 0          | 3            | 1            | 0            | 0            | 10               | 0                | 1                | 0                | 1                   | 0                   | 1                   | 0                   | 48       | 6      | 5           | 0          |
| César           | 8        | 1       | 2           | 0          | 3            | 0            | 0            | 0            | 2                | 0                | 0                | 0                | 0                   | 0                   | 0                   | 0                   | 13       | 1      | 2           | 0          |
| I. Córdoba      | 35       | 4       | 8           | 0          | 3            | 0            | 2            | 0            | 9                | 0                | 4                | 0                | 1                   | 0                   | 0                   | 0                   | 48       | 4      | 14          | 0          |
| J. Cruz         | 31       | 15      | 4           | 1          | 8            | 2            | 1            | 0            | 7                | 4                | 1                | 0                | 0                   | 0                   | 0                   | 0                   | 46       | 21     | 6           | 1          |
| G. Favalli      | 23       | 0       | 5           | 0          | 4            | 0            | 0            | 0            | 3                | 0                | 1                | 0                | 1                   | 0                   | 0                   | 0                   | 31       | 0      | 6           | 0          |
| L. Figo         | 34       | 5       | 3           | 0          | 3            | 0            | 0            | 0            | 8                | 1                | 2                | 0                | 0                   | 0                   | 0                   | 0                   | 45       | 6      | 5           | 0          |
| D. Germinale    | 1        | 0       | 0           | 0          | 0            | 0            | 0            | 0            | 0                | 0                | 0                | 0                | 0                   | 0                   | 0                   | 0                   | 1        | 0      | 0           | 0          |
| K. González     | 16       | 0       | 2           | 0          | 4            | 0            | 1            | 0            | 2                | 0                | 0                | 0                | 0                   | 0                   | 0                   | 0                   | 22       | 0      | 3           | 0          |
| Júlio César     | 29       | -23     | 1           | 0          | 4            | -4           | 0            | 0            | 7                | -4               | 1                | 0                | 0                   | 0                   | 0                   | 0                   | 40       | -31    | 2           | 0          |
| D. Maa Boumsong | 1        | 0       | 0           | 0          | 1            | 0            | 0            | 0            | 1                | 0                | 0                | 0                | 0                   | 0                   | 0                   | 0                   | 3        | 0      | 0           | 0          |
| O. Martins      | 28       | 9       | 2           | 0          | 5            | 2            | 1            | 0            | 9                | 2                | 1                | 0                | 1                   | 0                   | 0                   | 0                   | 43       | 13     | 4           | 0          |
| M. Materazzi    | 22       | 2       | 9           | 0          | 6            | 0            | 1            | 0            | 10               | 0                | 1                | 0                | 1                   | 0                   | 1                   | 0                   | 39       | 2      | 12          | 0          |
| S. Mihajlović   | 5        | 1       | 1           | 0          | 5            | 0            | 0            | 0            | 3                | 0                | 0                | 0                | 0                   | 0                   | 0                   | 0                   | 13       | 1      | 1           | 0          |
| M. Momentè      | 0        | 0       | 0           | 0          | 2            | 0            | 0            | 0            | 1                | 0                | 1                | 0                | 0                   | 0                   | 0                   | 0                   | 3        | 0      | 1           | 0          |
| P. Orlandoni    | 1        | -2      | 0           | 0          | 0            | 0            | 0            | 0            | 0                | 0                | 0                | 0                | 0                   | 0                   | 0                   | 0                   | 1        | -2     | 0           | 0          |
| D. Pizarro      | 24       | 1       | 1           | 0          | 7            | 1            | 2            | 0            | 8                | 1                | 3                | 0                | 1                   | 0                   | 1                   | 0                   | 40       | 3      | 7           | 0          |
| A. Recoba       | 20       | 5       | 2           | 0          | 2            | 0            | 0            | 0            | 7                | 1                | 1                | 0                | 1                   | 0                   | 0                   | 0                   | 30       | 6      | 3           | 0          |
| W. Samuel       | 27       | 2       | 6           | 1          | 5            | 0            | 1            | 0            | 9                | 0                | 1                | 0                | 1                   | 0                   | 0                   | 0                   | 42       | 2      | 8           | 1          |
| G. Slavkovski   | 1        | 0       | 0           | 0          | 0            | 0            | 0            | 0            | 0                | 0                | 0                | 0                | 0                   | 0                   | 0                   | 0                   | 1        | 0      | 0           | 0          |
| S. Solari       | 13       | 3       | 0           | 0          | 7            | 2            | 0            | 0            | 6                | 0                | 1                | 0                | 0                   | 0                   | 0                   | 0                   | 26       | 5      | 1           | 0          |
| D. Stanković    | 23       | 2       | 4           | 0          | 6            | 2            | 0            | 0            | 8                | 2                | 0                | 0                | 1                   | 0                   | 1                   | 0                   | 38       | 6      | 5           | 0          |
| F. Toldo        | 8        | -5      | 0           | 0          | 4            | -1           | 0            | 0            | 5                | -5               | 0                | 0                | 1                   | 0                   | 0                   | 0                   | 18       | -11    | 0           | 0          |
| J. Verón        | 25       | 0       | 4           | 1          | 0            | 0            | 0            | 0            | 9                | 0                | 4                | 1                | 1                   | 1                   | 1                   | 0                   | 35       | 1      | 9           | 2          |
| P. Womé         | 13       | 0       | 1           | 0          | 5            | 0            | 1            | 0            | 8                | 0                | 0                | 0                | 0                   | 0                   | 0                   | 0                   | 26       | 0      | 2           | 0          |
| C. Zanetti      | 14       | 0       | 5           | 0          | 5            | 0            | 1            | 0            | 4                | 0                | 3                | 1                | 0                   | 0                   | 0                   | 0                   | 23       | 0      | 9           | 1          |
| J. Zanetti      | 25       | 0       | 4           | 0          | 5            | 0            | 1            | 0            | 8                | 0                | 0                | 0                | 1                   | 0                   | 1                   | 0                   | 39       | 0      | 6           | 0          |
| Zé Maria        | 8        | 0       | 1           | 0          | 0            | 0            | 0            | 0            | 4                | 0                | 0                | 0                | 1                   | 0                   | 0                   | 0                   | 13       | 0      | 1           | 0          |

### Esplicative
1. ↑  Posizione in classifica determinata dalle sentenze della Corte Federale (2º grado di giudizio) in merito al processo di Calciopoli; sul campo l'Inter si era classificata al 3º posto con qualificazione per il terzo turno preliminare della Champions League 2006-07.
2. ↑  Gara anticipata al venerdì su disposizione della Prefettura di Milano per ragioni di ordine pubblico; cfr.  Comunicato ufficiale n. 318 (PDF), su legaseriea.it, 11 aprile 2006. URL consultato il 30 giugno 2022 (archiviato dall'url originale il 30 giugno 2022).
3. ↑  Giornata di campionato interamente anticipata al sabato per decisione della Lega Nazionale Professionisti; cfr.  Comunicato ufficiale n. 307 (PDF), su legaseriea.it, 6 aprile 2006. URL consultato il 30 giugno 2022 (archiviato dall'url originale il 16 aprile 2022).

### Bibliografiche
1. 1 2 3  Panini, Presenze, p. 388.
2. 1 2 3  Grassia, Lotito, Statistiche, p. 238.
3. 1 2 3 4 5 6 7 8 9 10 11 12 13 14 15 16 17 18 19 20 21 22 23 24 25 26 27 28 29 30 31 32 33 34 35 36 37 38 39 40 41 42  (EN) Statistiche Spettatori Serie A 2005-2006.
4. ↑   "Un 2006 da incorniciare", su gazzetta.it, 14 dicembre 2006.
5. ↑   Real Madrid-Inter, i doppi ex che hanno giocato con entrambe le squadre, su sport.sky.it, 2 novembre 2020.
6. ↑   Francesco Sessa, Da Ronaldo a Cambiasso e Mou: Real-Inter e l'asse caldo dei doppi ex, su gazzetta.it, 3 novembre 2020.
7. ↑   Gianni Piva, Preso Figo, l'Inter sogna ancora, in la Repubblica, 4 agosto 2005,  p. 44.
8. 1 2 3 4 5   Mancini-Inter: storia di scudetti, coppe e grandi campioni, su sport.sky.it, 14 novembre 2014.
9. 1 2 3   Ancora tu? La Roma ritrova Mancini, il suo miglior nemico, su sport.sky.it, 30 novembre 2014.
10. ↑   Riccardo Pratesi, Supercoppa, trionfo Inter, su gazzetta.it, 20 agosto 2005.
11. 1 2  Grassia, Lotito, Dopo Zaccheroni, Moratti rinuncia a Capello e arriva al "Mancio", pp. 187-189.
12. ↑   Inter-Juventus di Supercoppa Italiana, curiosità e statistiche sul derby d'Italia, su sport.sky.it, 10 gennaio 2022.
13. 1 2 3   Da Veron a Balotelli: Mancini e i suoi ricordi di Juve-Inter, su sport.sky.it, 6 gennaio 2015.
14. ↑   Paolo Lazzari, Juve-Inter, le più grandi polemiche nella storia del derby d'Italia, su ilgiornale.it, 24 novembre 2023.
15. ↑   Gianni Mura, La voglia matta dell'Inter fa paura a Milan e Juve, su repubblica.it, 22 agosto 2005.
16. ↑   Gianni Mura, "Veleni, campioni e Mondiali: è ancora Capello il favorito", su repubblica.it, 26 agosto 2005.
17. ↑   Giorgio Tosatti, Cosa c'entra Adriano con l'Inter colabrodo?, su corriere.it, 12 settembre 2005.
18. ↑   Livia Taglioli, Inter, vittoria e capriole, su gazzetta.it, 25 settembre 2005.
19. ↑  Panini, 5ª giornata, pp. 314-315.
20. ↑  Panini, 6ª giornata, pp. 316-317.
21. ↑   Mario Pagliara, Inter-Juve, come nasce la rivalità infinita. Agnelli, Prisco, Herrera e..., su gazzetta.it, 27 aprile 2018.
22. 1 2   Quasi 15 anni di veleni: da Ronaldo allo scudetto di cartone, su sport.sky.it, 2 novembre 2012.
23. ↑   Le anomalie dell’ultimo campionato di serie A, su corriere.it, 30 maggio 2006.
24. ↑   Non solo Douglas Costa, tutti gli sputi più famosi nel mondo del calcio, su sport.sky.it, 16 settembre 2018.
25. ↑   Prova tv story: tutti i furbetti beccati, su sport.sky.it, 26 ottobre 2010.
26. 1 2   Luigi Garlando, Segnali di maturità, in La Gazzetta dello Sport, 29 settembre 2005.
27. ↑   Nicola Cecere, Mancini chiude la porta a Toldo, su gazzetta.it, 5 ottobre 2005.
28. ↑   Enrico Currò, Campioni senza gol, in la Repubblica, 21 ottobre 2005,  p. 68.
29. ↑   Antonio Dipollina, Inter, qualcuno sciolga il rebus Pizarro-Veron, in la Repubblica, 22 novembre 2005,  p. 12.
30. ↑   Gianni Piva, L'Inter sventola la bandiera straniera, in la Repubblica, 25 novembre 2005,  p. 70.
31. ↑  Grassia, Lotito, Si ritorna agli inizi, quando fu subito "Internazionale", pp. 199-203.
32. ↑   Matteo Brega, Tutto iniziò con Gino, poi le ali presero il volo con Corso, Jair e Figo, in La Gazzetta dello Sport, 8 settembre 2015.
33. ↑   Ivan Carvalho, Sempre più Figo, su it.uefa.com, 28 novembre 2005.
34. ↑   Paolo Colantoni, Cesar Aparecido Rodrigues: l'esterno brasiliano di Lazio e Inter, su guerinsportivo.it, 16 maggio 2023.
35. ↑   Francesco Sessa, Fenomeni, meteore e incompresi: Carlos Augusto e gli esterni brasiliani all'Inter - Cesar, su gazzetta.it, 16 agosto 2023.
36. ↑   Tutti i numeri del derby, su gazzetta.it, 8 dicembre 2005.
37. ↑   Gianni Piva, Il derby di Milano, in la Repubblica, 12 dicembre 2005,  p. 50.
38. 1 2   Tutti i derby del Mancio: nell'ultimo gli fece gol Inzaghi, su sport.sky.it, 18 novembre 2014.
39. ↑   Alberto Cerruti, Juventus, prima della classe, su gazzetta.it, 1º gennaio 2006.
40. ↑   Marco Bucciantini, La «Juve toscana» frena la rincorsa dell'Inter (PDF), in l'Unità, 9 gennaio 2006,  p. 15.
41. ↑   Inter 2015: quando Mancini schierava una squadra senza neanche un italiano, su gazzetta.it, 21 marzo 2023.
42. ↑   Francesco Saverio Intorcia, Inter-Udinese: 22 stranieri dall'inizio, prima volta in Serie A, su repubblica.it, 23 aprile 2016.
43. ↑   Alberto Cerruti, Inter-Milan, sprint per crederci, su gazzetta.it, 20 gennaio 2006.
44. ↑   Livia Taglioli, Sgambetto viola per l'Inter, su gazzetta.it, 8 febbraio 2006.
45. 1 2   Riccardo Pratesi, Juve, le mani sullo scudetto, su gazzetta.it, 12 febbraio 2006.
46. ↑   Alfredo Corallo, Inter-Juve: le partite più belle dei bianconeri a San Siro, su sport.sky.it, 27 aprile 2018.
47. ↑   Giovanni Albanese, Juve, le 5 vittorie recenti più belle contro l'Inter, su gazzetta.it, 18 novembre 2023.
48. ↑   Mirko Graziano, Mancini s'infuria: «Nedved tuffatore», in La Gazzetta dello Sport, 13 febbraio 2006.
49. ↑   Caos nel tunnel, Stankovic chiude fuori tutti, in La Gazzetta dello Sport, 13 febbraio 2006.
50. ↑   Andrea Elefante, «Io, la Juve, Mourinho e Moggi», in La Gazzetta dello Sport, 19 novembre 2008.
51. ↑   Eroi per caso: da Comandini a Schelotto, insoliti bomber da derby, su sport.sky.it, 28 gennaio 2016.
52. ↑   Gianni Piva, Triste notte per il Gruppo Mancini, in la Repubblica, 5 aprile 2006,  p. 58.
53. 1 2  Grassia, Lotito, Di nuovo scudetto, quindi, pp. 22-23.
54. ↑   Kondogbia come Materazzi: quando l'autogol è un "capolavoro", su sport.sky.it, 29 luglio 2017.
55. ↑   Luca Taidelli, Inter-Empoli: dal Chino al Ninja, 5 precedenti vietati ai cardiopatici, su gazzetta.it, 6 maggio 2022.
56. ↑   Inter, le parole profetiche "a porte chiuse" di 15 anni fa, su video.gazzetta.it, 16 marzo 2020.
57. ↑   Inter-Shakhtar Donetsk, i precedenti: il doppio confronto del 2005, su inter.it, 13 agosto 2020.
58. ↑   Francesco Sessa, Dzeko ora punta Mihajlovic: i 10 marcatori più longevi dell'Inter in Serie A, su gazzetta.it, 12 novembre 2022.
59. ↑   Inter in Champions League, la classifica dei giocatori con più gol, su sport.sky.it, 9 novembre 2023.
60. ↑   L'Italia vince gli Europei: cosa faceva la rosa di oggi nel 2006, su sport.sky.it, 11 luglio 2021.
61. ↑   Riccardo Pratesi, Inter, la Coppa è ancora tua, su gazzetta.it, 11 maggio 2006.
62. ↑   Candido Cannavò, No, caro Moratti, in La Gazzetta dello Sport, 26 giugno 2006.
63. ↑   «Anche Stankovic imprigionò un arbitro», in La Gazzetta dello Sport, 28 giugno 2006.
64. 1 2  Grassia, Lotito, In tre puntate la sentenza di Calciopoli, pp. 21-22.
65. 1 2 3 4 5 6  Grassia, Lotito, Il primo scudetto arriva da tre saggi, pp. 18-20.
66. ↑   Lo scudetto 2006 è dell'Inter, su gazzetta.it, 26 luglio 2006.
67. 1 2 3   Andrea Sorrentino, La Federcalcio dice sì all'Inter, in la Repubblica, 27 luglio 2006,  p. 16.
68. ↑   Antonello Capone, Cantamessa: «Ridiscutibile lo scudetto "di cartone"», in La Gazzetta dello Sport, 10 aprile 2010.
69. ↑   Ruggiero Palombo, INTER SPALLE AL MURO, in La Gazzetta dello Sport, 5 luglio 2011.
70. ↑   Marco Iaria, Scudetto, in La Gazzetta dello Sport, 13 luglio 2011.
71. ↑   Marco Iaria, Juve, la Cassazione respinge ricorso sullo scudetto 2006 assegnato dall'Inter, su gazzetta.it, 13 dicembre 2018.
72. ↑   Assegnazione scudetto 2006 all’Inter: dichiarato inammissibile il ricorso della Juventus, su figc.it, 11 luglio 2019.
73. ↑   La Juventus non potrà presentare altri ricorsi contro l'assegnazione all'Inter dello Scudetto del 2006, su ilpost.it, 9 gennaio 2020.
74. ↑   Marco Gentile, Il Tar del Lazio boccia la Juventus: inammissibile il ricorso su Calciopoli, su ilgiornale.it, 28 ottobre 2022.
75. ↑   Scudetto 2006 resta all'Inter: il ricorso della Juventus respinto dal Consiglio di Stato, su sport.sky.it, 21 agosto 2023.
76. ↑   La Juve rinuncia all'ultimo ricorso al Consiglio di Stato: dopo 17 anni finisce Calciopoli, su gazzetta.it, 24 ottobre 2023.
77. ↑   Juve, niente ricorso contro scudetto 2006 dell'Inter: dopo 17 anni è la fine di Calciopoli, su sport.sky.it, 24 ottobre 2023.
78. ↑   Inter alla cinese contro il Livorno, su gazzetta.it, 14 ottobre 2005.
79. ↑   Alberto Cerruti, Si diverte l'Inter made in Chino, in La Gazzetta dello Sport, 20 marzo 2006.
80. ↑   STAFF TECNICO 2005/2006, in inter.it. URL consultato il 17 gennaio 2013 (archiviato dall'url originale il 1º luglio 2006).
81. ↑  Acquistato durante la sessione invernale del calciomercato.
82. 1 2 3 4 5 6 7 8 9 10 11 12 13 14 15 16 17 18 19 20 21  Aggregato alla prima squadra dalla formazione Primavera.
83. ↑  Ceduto durante la sessione estiva del calciomercato a stagione in corso.
84. ↑  Ceduto durante la sessione invernale del calciomercato.
85. 1 2 3 4   Acquisti e cessioni dell'Inter 2005/06, su storiainter.com. URL consultato il 18 novembre 2011 (archiviato dall'url originale il 27 novembre 2011).
86. ↑   Inter: Cesar già alla Pinetina, avrà il numero 31, su gazzetta.it, 1º febbraio 2006.
87. ↑   Arriva Maxwell, ma parte subito per Empoli, in La Gazzetta dello Sport, 31 gennaio 2006.
88. ↑  Calcio d'inizio posticipato di 5' per iniziativa della Federazione, dopo gli insulti razzisti rivolti dalla tifoseria al calciatore messinese Marco André Zoro durante la partita del 27 novembre 2005; cfr.  Gianni Bondini, Il calcio ritarda per protesta, in La Gazzetta dello Sport, 29 novembre 2005.
89. 1 2 3 4  Incontro disputato a porte chiuse per sanzione dell'UEFA, dopo gli incidenti causati dalla tifoseria nella stagione precedente; cfr.  Inter, 4 gare a porte chiuse, su gazzetta.it, 15 aprile 2005.
90. ↑  La gara è stata posticipata di una settimana rispetto alle altre partite per la sovrapposizione con Milan-Bayern Monaco, in programma a San Siro il 7 marzo 2006; cfr.  Franco Ordine, Stadio dell'Inter, Moratti accelera per evitare il conflitto d'interesse, su ilgiornale.it, 20 dicembre 2005.